# Танни, Вик
Виктор «Вик» Танни (англ. Victor «Vic» Tanny, урождённый Виктор А. Яннидинардо, англ. Victor A. Iannidinardo; 18 февраля 1912 — 11 июня 1985) — американский культурист, предприниматель и социальный активист по развитию физической культуры и спорта. Считается одним из пионеров современной концепции фитнесс-центров.
Танни родился в итальянской семье в Рочестере, штат Нью-Йорк. Его отец был портным. На фоне негативного отношения к итальянцам во время Второй мировой войны некоторые члены его семьи прошли процедуру изменения фамилии и вместо Яннидинардо стали называться Янни. Пользуясь случаем, Виктор выбрал себе новую фамилию — Танни.
В 1935 году, работая школьным учителем, Танни открыл свой первый фитнес-клуб. Расположенный в гараже его родителей в Рочестере, спортзал был оформлен с использованием оригинального коврового покрытия, яркой цветовой гаммы и фоновой музыки. В 1939 году он закрыл этот спортзал, который не оправдал финансовых ожиданий, переехал на запад США и, чтобы получить диплом преподавателя, поступил в Университет Южной Калифорнии.
Младший брат Танни — Арманд Танни, также переехал на запад в 1939 году. В том году они истратили все свои деньги с банковского счёта в сумме 500 долларов, и, заняв, ещё 200 долларов открыли свой первый спортзал «West Coast Tanny» недалеко от пляжа Санта-Моника. Ещё два заведения — одно в Лонг-Бич, а другое на бульваре Уилшир — открылись в 1941 году. В связи со Второй мировой войны сократилось число посетителей тренажерных залов, и оба заведения вскоре закрылись.
Во время послевоенного экономического роста увеличилось количество пользователей тренажерных залов, и Вик Танни перенес свой центр в бывшее здание Объединённой организации обслуживания в Санта-Монике, который вскоре стал центром притяжения всех известных завсегдатаев Масл-бич, включая Стива Ривза, Джорджа Эйфермана и Джо Голда. Из братьев Танни именно Арманд имел телосложение, которое позволяло ему конкурировать с элитой бодибилдинга.
Вик Танни расширял свою деятельность по разным направлениям и, если на ранних этапах основной целевой аудиторией тренажерных залов были три взаимоисключающих типа посетителей — культуристы, домохозяйки и знаменитостей, то в свои фитнес-центры Танни приглашал всех желающих. В некоторых центрах были дорожки для боулинга с новым изобретением — автоматом автоматической установкой кеглей, а ряд центров был оборудован кинозалами и балетными классами. Некоторые центры были выполнены в виде швейцарских шале с ледовыми катками и пальмами.
Подходы Танни в бизнесе были, как теперь стало ясно, «не столько конкретной реализацией проекта, сколько идеей, за что Танни называли визионером». В декабре 1961 года журнал Wisdom, вслед за выпусками, в которых были представлены Эйнштейн, Дисней и Иисус, поместил Танни на свою обложку. Однако некоторые излишества Танни, такие как позолота одного тренажерного зала настоящим золотом, вплоть до покрытия штанг и гантелей — привели к появлению пародий на Танни и его тренажерные залы в СМИ.
Центры Вика Танни процветали до начала 1960-х годов, и на территории США и Канады действовало порядка сотни центров. Танни также стал пионером в части использования годового абонемента на посещение своих центров, и даже предложил бюджетный вариант для привлечения семей рабочего класса. Однако он требовал от продавцов настолько агрессивной тактики продаж, что генеральный прокурор штата Нью-Йорк инициировал принятие кодекса честной практики для всех спортивных залов.
Новые ограничения для бизнеса привели совершенно не к тем результатам, на которые рассчитывал Танни: получить максимальный доход от привлечения новых посетителей и под эти доходы получить финансирование на открытие новых центров. В 1960-х годах по причинам бурного роста, плохого управления и недостаточного капитала, франшиза обанкротилась — центры Танни закрылись или были проданы, часть продолжала работать под его именем, а часть присоединились к сети Bally Total Fitness.
Уйдя на пенсию Вик Танни предпринял несколько безуспешных попыток восстановить свой бренд. Перенеся инсульт, Вик Танни умер в 1985 году в возрасте 73 лет. Несмотря на то, что концепция фитнесс-центров продвигалась не только Виком Танни, он, наряду с Джеком Лалэйном, оказал огромное влияние на развитие индустрии здорового образа жизни.